# Музейный кампус Чикаго

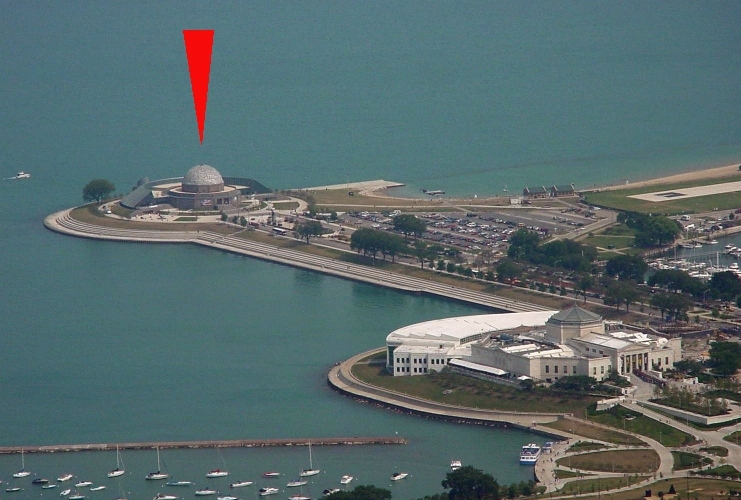
Вид на Музейный кампус с воздуха, в центре — Планетарий Адлера.

Музейный кампус Чикаго, англ. Museum Campus Chicago — парк площадью 230 850 м². на берегу озера в г. Чикаго, на территории которого находятся три крупнейших экспозиции города: Планетарий Адлера, Аквариум Шедда и Музей естественной истории им. Филда.
Музейный кампус был создан с целью сделать окрестности музеев более удобными для пешеходов. Здесь были разбиты цветочные клумбы, рассажены деревья, проложены дорожки для прогулок и бега. Живописный променад вдоль Солидерити-Драйв, представляет собой узкий перешеек, соединяющий Северный остров с основной частью города. Вдоль Солидерити-Драйв установлено несколько бронзовых монументов в память Т. Костюшко, К. Гавличека--Боровского и Коперника, последний из которых является копией знаменитой статуи Б. Торвальдсен.
Музейный кампус был официально открыт в 1998 году благодаря ликвидации дороги, которая делила эту территорию на несколько частей.